# Barnabasbrief
Der Barnabasbrief (Barnabae epistula), abgekürzt Barn, ist eine Schrift des frühen Christentums. Barn wird zu den so genannten Apostolischen Vätern gerechnet, und entstand vermutlich um 130 n. Chr. (die Vermutungen der Historiker zeigen aber eine große Bandbreite: von 70 bis 132 n. Chr.).
Die Bezeichnung als „Brief“ trifft nicht ganz zu, eher ist es eine theologische Abhandlung, die an die Form eines Briefes angelehnt ist. Wie manche andere frühkirchliche Briefe ist auch Barn nicht an eine bestimmte Gemeinde adressiert. Der Text des Briefes gibt keinen Namen eines Autors an.
Der Barnabasbrief hat nichts zu tun mit dem sogenannten Barnabasevangelium, das manche islamische Ansichten widerspiegelt und erst ca. im 15. Jahrhundert entstand.

## Entstehung (Autor, Ort, Zeit)
Der Autor des Briefes ist unbekannt. Sein Name mag Barnabas gewesen sein. Dass es sich um den neutestamentlichen Barnabas handelt, den Begleiter des Paulus, gilt als unwahrscheinlich.
Der Brief benützt beim Argumentieren das in Alexandrien beliebte Mittel der Allegorie, und er wird zuerst in Alexandrien erwähnt. Daher wird vermutet, er sei dort entstanden.
Der Barnabasbrief wird zumeist aufgrund historischer Bezüge (Barn 16,3–4) auf die Zeit zwischen der Zerstörung des jüdischen Tempels in Jerusalem (70 n. Chr.) und dem Beginn des Bar-Kochba-Aufstandes (im Jahre 132) datiert. Eine genauere Datierung gilt dann als schwieriger, wobei einige Theologen aufgrund fehlender Zitate aus neutestamentlichen Schriften eine relativ frühe Entstehung (ungefähr um 100 n. Chr.) annehmen. Eine kurze, isolierte Referenz in Barn 4,14 zum Evangelium nach Matthäus 20,16  bzw. 22,14 , kann auch Teil der damals noch verbreiteten mündlichen Überlieferung sein. Solche mündlichen Traditionen sind etwa in Barn 7,3 und 7,5 erkennbar.

## Rezeption in der Alten Kirche
Der Brief stand bei einigen Kirchenvätern (Clemens von Alexandria, Origenes, Hieronymus) in hohem Ansehen und ist im Codex Sinaiticus ohne Abgrenzung von den anderen kanonischen Büchern des Neuen Testaments enthalten. Eusebius von Caesarea rechnet ihn nicht zum Neuen Testament, sondern zu den unechten Schriften (Kirchengeschichte III,25,4).

## Textüberlieferung
Der griechische Text ist vollständig im Codex Sinaiticus (4. Jh.) und dem Codex Hierosolymitanus (11. Jh.) erhalten. Daneben gibt es auch eine teilweise erhaltene, aber ungenaue lateinische Übersetzung aus dem 4. oder 5. Jahrhundert sowie einige spätere Handschriften.

## Inhalt
Der Inhalt gliedert sich in zwei Hauptteile: einen dogmatischen (Kap. 2–17) und einen ethischen Teil (Kap. 18–20). Im ersten Hauptteil setzt sich Barn mit dem Verhältnis zwischen altem Bund (Judentum) und neuem Bund (Christentum) auseinander.
Der zweite Hauptteil beschreibt, wie auch die Didache, die Zwei-Wege-Lehre.
Inhaltsangabe der einzelnen Kapitel:
- 01. Kap. Gruß und Freude über die Berufung
- 02. Kap. Die jüdischen Opfer sind wertlos
- 03. Kap. Das jüdische Fasten ist nicht vollwertig
- 04. Kap. Der Antichrist ist nahe
- 05. Kap. Der Neue Bund ist unser Heil, der Juden Verwerfung
- 06. Kap. Die Weissagungen der Propheten über den Neuen Bund
- 07. Kap. Vorbilder im Alten Bund
- 08. Kap. Weitere Vorbilder
- 09. Kap. Die Beschneidung ein Vorbild für die Reinigung des Herzens
- 10. Kap. Die Speisegebote sind symbolisch aufzufassen
- 11. Kap. Vorbilder für das Kreuz und die Taufe
- 12. Kap. Fortsetzung
- 13. Kap. Das Christentum ist Erbe des Alten Bundes
- 14. Kap. Das Reich Gottes ist von den Juden auf die Christen übergegangen
- 15. Kap. An die Stelle des jüdischen Sabbats trat der christliche Sonntag
- 16. Kap. An die Stelle des steinernen Tempels der Juden trat der geistige Tempel der Christenherzen
- 17. Kap. Schluss des ersten Teiles über das Alte Testament
- 18. Kap. Zweiter Teil: Die beiden Wege
- 19. Kap. Der Weg des Lichtes
- 20. Kap. Der Weg der Finsternis
- 21. Kap. Wandle in Gottes Geboten, denn der Herr ist nahe

## Besonderheiten

### Brief oder Abhandlung?
Ferdinand R. Prostmeier bezeichnet den Barn als „brieflich gerahmten Traktat“. Gemäß Susanne Hausammann ist der Barn „kein Brief, sondern ein ethisch-theologischer Traktat eines christlichen Lehrers mit einer rudimentären brieflichen Rahmung eines Lehrschreibens“; sie nennt ihn daher „Barnabas-Traktat“.
Der Barn ist ähnlich umfangreich wie der Römerbrief, der ebenfalls überwiegend eine Abhandlung ist.

### Theologische Eigenheiten
Der Barnabasbrief hat eine Reihe theologischer und sprachlicher Parallelen zum Hebräerbrief, weshalb über eine gemeinsame Autorschaft spekuliert worden ist.
Im Barnabasbrief findet sich erstmals eine theologische Begründung dafür, warum die Christen den Sonntag und nicht den Sabbat als Feiertag halten: Der achte Tag ist der erste Tag der Neuen Schöpfung, die mit Ostern an einem Sonntag begonnen hat.
Im Barn werden zwei alttestamentliche Pseudepigraphen als kanonische Schriften behandelt: In Barn 4,3 und Barn 16,5 wird aus dem Buch Henoch zitiert, und Barn 12,1 zitiert aus dem 4. Buch Esra.

### Antijudaismus?
Barn bemüht sich, die jüdische Lehre als überholt und von der christlichen abgelöst darzustellen. Die Juden würden das Alte Testament aufgrund ihrer wörtlichen Auslegung nicht richtig verstehen; die richtige Interpretation sei die allegorische. Die Anordnungen Gottes über Opfer, Beschneidung und Speisen seien von Anfang an in einem höheren, geistigen Sinn gemeint gewesen, ihre körperliche Durchführung sei auch in vorchristlicher Zeit nie Gottes Wille gewesen. Zudem würden die Juden die Schrift nicht verstehen, weil „ein böser Engel sie beschwatzte.“ Sie seien „wegen ihrer Sünden“ des Bundes mit Gott „nicht würdig“. So würden Jerusalem und Israel „dem Untergang anheimgegeben.“ Dies ist eventuell eine Reaktion auf ein Wiedererstarken der jüdischen Gemeinden nach der Zerstörung des Tempels. Insofern gibt der Brief Einblick in die theologischen Auseinandersetzungen in der frühen Kirche.
Der Barn wird oft als judenfeindlich eingeschätzt: „Mit ihrer radikal judenfeindlichen Einstellung steht die Schrift in der urchristlichen Literatur einzig da“, doch hält Susanne Hausammann die Bezeichnung als „judenfeindlich“ für „mehr irreführend als zutreffend“.